# Шривпорт
Шривпорт (енгл. Shreveport) трећи је по величини град америчке савезне државе Луизијана. По попису из 2000. године има 200.145 становника.

## Демографија
По попису из 2010. године број становника је 199.311, што је 834 (-0,4%) становника мање него 2000. године.
|                   | 2010.            | 2000.            |
| Укупно            | 199 311 (100,0%) | 200 145 (100,0%) |
| Афроамериканци    | 109 022 (54,70%) | 101 679 (50,80%) |
| Белци             | 79 693 (39,98%)  | 91 857 (45,90%)  |
| Хиспаноамериканци | 5 018 (2,518%)   | 3 106 (1,552%)   |
| Остали            | 2 950 (1,480%)   | 1 913 (0,956%)   |
| Азијати           | 2 628 (1,319%)   | 1 590 (0,794%)   |